# Viorica Bucur

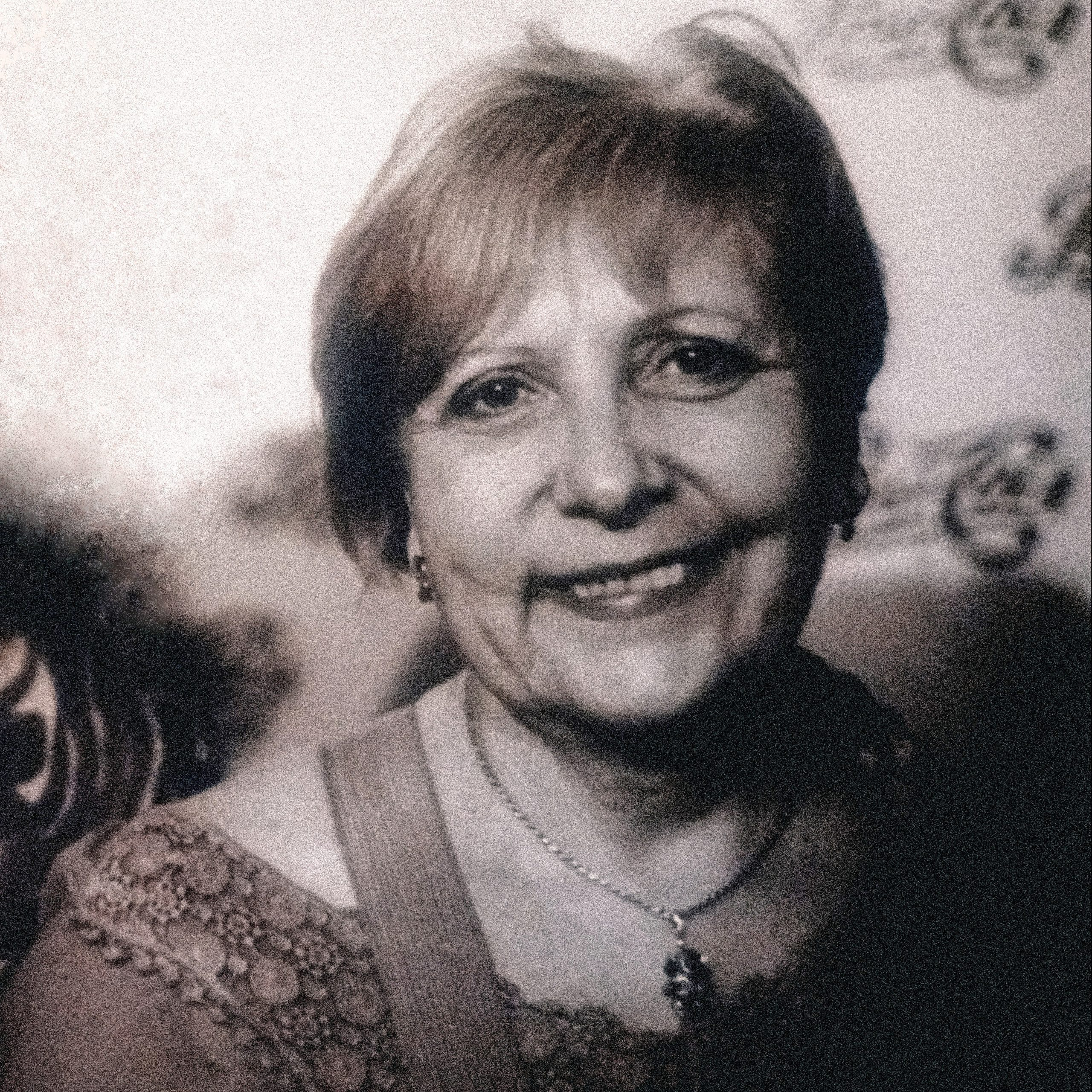
Viorica Bucur în 2010

Viorica Bucur (n. 15 februarie 1946  - d. 22 august 2011) a fost un critic de film din România.
A fost profesor universitar doctor la UNATC și una din figurile emblematice ale Televiziunii Române.
A realizat, timp de 15 ani, „Gala desenului animat” - singura emisiune dedicată desenelor animate, înainte de căderea regimului comunist.
Emisiunea a fost difuzată între 1974 și 1992 și, datorită ei, Viorica Bucur a fost supranumită de generații întregi „Mama desenului animat” sau „Mama lui Donald”.
În perioada 1969 - 1972, Viorica Bucur a realizat o serie de emisiuni cu noutăți din lumea filmului, care cuprindea, totodată, și elemente de istorie a cinematografiei și recenzii de film.
Pe de altă parte, între 1970 și 1974, Viorica Bucur a realizat emisiunile „Istoria filmului mut” și „Istoria filmului sonor”.
Între 2001 și 2005 a realizat împreună cu Mădălina Roșca emisiunea ”Premiere Cinematografice”, difuzată de TVR Cultural. Totodată a co-produs, împreună cu firma de producție ”Passport Productions”, emisiunea Mădălinei Roșca, ”Cinemaniacii”, difuzată în paralel pe TVR 1 și TVR Cultural.
Viorica Bucur a creat genericul emisiunii Telecinemateca, probabil cel mai cunoscut generic al unei emisiuni românești.
A fost profesor universitar doctor la Universitatea de Artă Teatrală și Cinematografică din București.
În 2006 a fondat, împreună cu Madalina Rosca și Alma Cazacu, asociația socio-culturală Make a Point, cu care au realizat zeci de proiecte care vizau în primul rând facilitarea accesului la cultură acolo unde el este limitat sau îngrădit.
În memoria sa, asociația Make a Point oferă premiile ”Viorica Bucur”, atât pentru eseiști de film cât și pentru autori români aflați la început de carieră.
Viorica Bucur a fost membră a FIPRESCI (Federația Internațională a Presei Cinematografice) și a Uniunii Cineaștilor din România, iar în 2007 a primit premiul pentru activitate publicistică „Ion Cantacuzino”.

## Premii și distincții
Președintele României Ion Iliescu i-a conferit profesoarei Viorica Bucur la 10 decembrie 2004 Medalia „Meritul pentru Învățământ” clasa a IU-a, „pentru abnegația și devotamentul puse în slujba învățământului românesc, pentru contribuția deosebită la dezvoltarea și promovarea cercetării științifice” din România.